# Дабойя Рассела
Дабойя Рассела (Daboia russelii) — отруйна змія з роду Дабойя родини Гадюкові. Названа на честь англійського натураліста Патріка Рассела. Інша назва «ланцюгова гадюка».
В художній літературі використана відомим британським письменником,  Артуром Конан Дойлом, - оповідання 
"Строката стрічка",- під назвою "індійська болотяна гадюка".

## Опис
Загальна довжина сягає 1,5—1,66 м. Голова помірного розміру, трикутна. Тулуб масивний, товстий, кремезний. Голова прикрашена стрілоподібним малюнком, який підкреслюється прямими білими лініями. Верх голови вкрито дрібними кілеватими лусочками, потиличний відділ голови сильно розширений, ніздрі дуже великі. Розмір ніздрів у поєднанні з легенями значного об'єму дозволяє цій змії видавати надзвичайно гучне шипіння як при вдиху, так й при видиху. Цей «голос» схожий на звук проколотого футбольного м'яча, змушує подорожнього буквально закам'яніти від страху, проте він служить прекрасним попередженням про небезпеку, чимало людей уникли укусу завдяки цьому гучному «голосу». Має дуже гарний малюнок тулуба. По хребту та з боків розташовані три рядки овально-ромбічних плям червоно-бурого кольору, облямованих широкою чорною й вузькою білою смужками. Частина цих плям може зливатися одна з одною, утворюючи ланцюжок.

## Спосіб життя
Полюбляє суху місцину з чагарниками, сільськогосподарські землі, де ховається у живих огорожах, купах каміння або норах ссавців. Дуже часто вона заповзає у селища. Зустрічається на висоті до 2000—3000 м над рівнем моря. Активна у сутінках або вночі. Вдень її можна побачити, коли вона гріється на сонці біля своєї хованки. Поживою є дрібні гризуни, птахи, ящірки та жаби.
Це яйцеживородна змія. Яйця розвиваються у тілі самиці близько 6 місяців після запліднення, після чого з'являється 20—60 дитинчат. На другий-третій день змійки вже приймають їжу.

## Отрута
Це одна з надзвичайно отруйних змій південно—східної Азії. Її сутінковий спосіб життя збільшує можливість несподіваних зіткнень, коли люди в темряві наступають на змію, що вийшла пополювати. Тому на частку цієї гадюки доводиться велика частина усіх зареєстрованих зміїних укусів в Індії та Індокитаї.
Отрута має високу токсичність й за властивостями дуже близька до отрути гюрзи. Оскільки дабойя Рассела в середньому більша за гюрзу, то й отрути при укусі виділяється помітно більше. Картина отруєння аналогічна тій, яка при укусі гюрзи, але симптоми виражені ще різкіше, без лікування смерть настає приблизно у 15 % випадків.
Ці гадюки використовуються для отримання отрути. Вони відрізняються досить високою кількістю отрути, виділяючи при одному взятті 0,3-0,5, іноді до 0,8 г отрути (суха вага). З отрути цієї змії в Англії створено ефективний кровоспинний препарат «Стіпвен» для лікування радикулітів, артритів, бронхіальної астми[джерело?].

## Розповсюдження
Мешкає в Індії, Пакистані на північ до Кашміру, південному Китаї, М'янмі, Лаосі, Камбоджі, В'єтнамі, на островах Шрі-Ланка, Тайвань, Ява, Комодо, Флорес (Індонезія).